# Douce Nuit (nouvelle)
Pour l’article homonyme, voir Douce Nuit.
Douce Nuit (Dolce notte) est une nouvelle de Dino Buzzati, incluse dans le recueil Le K publié en 1966.

## Résumé
Dans une maison de campagne, un homme lit paisiblement aux côtés de son épouse. Tout à coup, cette dernière a une vision effroyable pleine de meurtres et d'autres crimes. Inquiète et croyant que cela a lieu dans leur jardin, elle demande à son mari de la rassurer en jetant un œil par la fenêtre. 
Le récit illustre alors deux points de vue : tantôt dans le jardin, où est détaillée la vie des animaux qui s'y entredévorent dans le silence et une indifférence glaciale ; tantôt dans la maison, où le couple ne voit rien de tout cela ; sauf la femme qui ressent inconsciemment et instinctivement ce qui se passe dans le jardin. 
Le mari finit par se recoucher auprès de sa femme en la rassurant. Dehors, dans la nuit, tout est calme et paisible.